# Тарасов, Лев Фёдорович
Лев Фёдорович Тара́сов (29 декабря 1927, Москва — 24 апреля 2003, Москва) — советский футболист, защитник. Мастер спорта СССР.

## Биография
В 1949 году был в составе команды второй группы «Ижевский завод».
В 1950—1957 годах — в команде «Торпедо» Москва, в 1951—1956 годах в чемпионате СССР провёл 65 матчей.
Обладатель Кубка СССР 1952. За команду, в 1953 году, занявшую третье место в чемпионате, провёл четыре матча.